# 刺痛我
『刺痛我』（しつうが、英題: Piercing I）は、劉健が監督を務めた2010年の中国のアニメーション映画。

## 評価
本作は第4回アジア太平洋映画賞で最優秀アニメーション映画賞を受賞した。